# Duyster (radioprogramma)
Duyster is een radioprogramma op de openbare Vlaamse zender Studio Brussel. Het programma wordt gepresenteerd door Ayco Duyster, de muziek gekozen door Eppo Janssen. 
Het programma werd van 2000 tot 2015 elke zondagavond uitgezonden van tien uur tot middernacht. 
Het programma focuste zich op een breed gamma aan muziekgenres, die allemaal onder de noemer "weemoedig" vallen en werd geprezen omdat het Vlaanderen liet kennismaken met verschillende namen uit kleinere genres. Het programma lanceerde artiesten als Sigur Ros, My Morning Jacket en Jose Gonzalez op de Belgische radio.
Na 15 jaar werd besloten een punt achter het programma te zetten toen Ayco Duyster de overstap maakte naar Radio 1. Op 21 juni 2015 werd de laatste aflevering uitgezonden. Het programma eindigde met het nummer Untitled 8 (the Pop Song) van Sigur Rós. Sinds 20 juni 2020 worden op het bekende tijdstip weer nieuwe afleveringen uitgezonden. Eerst was er een optie op 15 afleveringen, maar vanwege het succes is doorgegaan met het maken van uitzendingen.
Sinds September 2022 is het programma verhuisd naar Radio 1. Het wordt nu uitgezonden op maandag tussen 22.00 en 24.00.